# 柳田格之進
柳田格之進（やなぎだかくのしん）は古典落語の演目。別名に柳田の堪忍袋（やなぎだのかんにんぶくろ）もしくは碁盤割（ごばんわり）。「柳田角之進」とも書く。誇り高い武士の生きざまを描いた人情噺。
元は講釈ネタであったものを落語にした噺であり、三代目春風亭柳枝が得意とした。近年では五代目古今亭志ん生、そして子息の十代目金原亭馬生、三代目古今亭志ん朝の得意ネタであった。

## あらすじ
柳田格之進は、生来の正直さが災いして主家（藤堂藩、彦根藩とする場合もある）から放逐される。その後、妻に先立たれ娘のお絹とともに浅草阿部川町の裏店に逼塞している。今日の米にも困る暮しぶりだが、そんな中にあっても武士の誇りを捨てない実直な人柄は少しも変わることはない。彼を慕う浅草馬道一丁目の両替商、万屋源兵衛とともに碁を打ち酒を酌み交わすのが、ただ一つの楽しみだった。
8月15日の夜、格之進は万屋宅で月見の宴を張り、いつものように離れ座敷で碁を打つ。格之進の帰宅後、番頭の徳兵衛は主人の源兵衛に碁の最中に預けた50両はどうなりましたかと尋ねる。そこで50両の大金が無くなっていることに気づき徳兵衛は格之進を疑うが、源兵衛は「あのお方に限ってそれはない、仮にそうだとしても何か仔細があったのだ」と、番頭を諭す。しかし、徳兵衛は主人に内緒で格之進宅に赴き50両の行方を問いただす。「いやしくも身共は武士、何ゆえあってかような疑いをかけるか」と激する格之進に対し、徳兵衛はいずれにしても大金が消えたのは事実だから奉行所へ金の紛失を届けるという。たとえ身に覚えはなくとも、奉行所の取り調べを受けることは不名誉とし、格之進は明日までに金の支度をすると約束する。
格之進は自害するつもりで、お絹にそれとなく別れを告げるが、お絹は自ら吉原へ行き金を工面するという。そして盗んでない以上、いずれ50両は見つかるでしょうから、そうしたらその金で身請けし、源兵衛と徳兵衛を斬って武士の体面を守ってくださいと言い、格之進は断腸の思いで娘を売って金を作る。格之進は、やってきた徳兵衛にあくまで自分は盗んでいないと念を押して金を渡し、もし見つかった場合は、源兵衛と徳兵衛の首を貰うと言う。金がある以上、格之進が盗んだと確信した徳兵衛は二つ返事でもし金が見つかったら自分と主人の首を差し出すことを約束する。
徳兵衛は帰ってくると主人に事のあらましを報告する。仮に格之進が盗んでいたとしてもほうっておけばよいと考えていた源兵衛は怒り、余計なことをして柳田様に無礼を働いたと叱り飛ばす。そして謝罪するべく急いで格之進宅へ向かう2人であったが、既に家は引き払われた後だった。しばらく源兵衛は格之進を捜すよう店の者に言いつけるが、次第に忘れられ年の瀬となった。
年末のすす払いで、無くなった50両が見つかる。そこで源兵衛は小用の際に自分が隠したことを思い出し、格之進に申し訳ないことをしたと悔やみ、再度、彼を捜すよう店の者達に号令を出した。年が明けて正月の4日、徳兵衛は年始回りの帰りに湯島天神の切通しで、身なりの立派な武士から声を掛けられる。それは柳田格之進であり、聞けば、格之進は主家への帰参が叶い、今や江戸留守居役に出世したのであった。徳兵衛は震えながらも格之進に付き合い茶屋へ入ると、咽びながら50両が見つかったことを話し詫びる。これを聞いた格之進はからからと笑い、明日、店へ参るから首を洗って待てと伝える。
徳兵衛から話を聞いた源兵衛は翌日、彼を無理に外に使いに出すと、死を覚悟して格之進を迎える。そして源兵衛は自分が格之進へ取り立てを命令したと徳兵衛を庇い、首を討つのは自分だけにして欲しいと言う。そこに主人の思惑に気づいていた徳兵衛がやってきてあくまで自身が勝手にやったことだと訴える。2人の言い分を聞いた格之進は刀を抜くが首ではなく碁盤を真二つに斬る。格之進は庇い合う2人の情けに打たれ斬るに斬れなかったと言い、身請けした（あるいは既に身請けされていた）娘と共に2人を許す。

## 演じ方の差
登場人物の名前、主人公の境遇背景などは演者によって若干の相違がある。

### 5代目古今亭志ん生・古今亭志ん朝版
- 5代目志ん生版では格之進の来訪時、まだ娘は身請けされていない。
- 碁盤を斬った後、格之進はどうやって50両を用意したのかを明かす。源兵衛は急いでお絹を身請けし、お絹も「父上がよろしければわたくしは何も申すことはございません」と万屋を許す。
- 5代目志ん生は「親が囲碁の争いをしたから、娘が娼妓（将棋）になった」というサゲをつけていた[1]。

### 金原亭馬生・柳家さん喬版
- 馬生版では格之進の来訪時、帰参時の支度金によって娘は既に身請けされている。しかし、精神に深い傷を負い、体は痩せ細って黒髪が白髪というまるで老婆のような出で立ちで、部屋の隅で只々泣いてばかりとなっている。
- 最後の万屋宅のやりとりで事情を知った徳兵衛は、その後、必死にお絹を看病し、二人はいつの間にか恋に落ち夫婦となる。格之進は元通りに万屋と交誼を結び、徳兵衛とおきぬの間にできた男子に柳田家の跡目を相続させる。
- 柳家花緑の演出はおおむね馬生・さん喬版と同じであるが、終盤、お絹が吉原へ身売りする元凶となった徳兵衛がお絹の看病をして夫婦となるのは現実的ではないと考えたのか、その役回りとして新たに2番番頭を登場させた。そして徳兵衛は自身の起こした騒動により店にいづらくなり、のれん分けという形で独立させている。

### その他
- 柳田が碁盤を切る場面で「番頭の責が主人にあるとするなら事の起こりはこの碁盤である」と言って碁盤を切る、と演じることもある。